# Internationales ADAC automobile 1971
L’Eifelrennen 1971, également connue comme la 34e édition de l’Internationales ADAC Rennen est une course de Formule 2 qui a lieu sur le circuit du Nürburgring le 2 mai 1971. Cette course est la troisième manche du Championnat d'Europe de Formule 2 1971.

## Course
Alors que le Britannique Derek Bell mène largement la course après quatre tours devant le Suédois Ronnie Peterson, ils doivent tous deux abandonner coup sur coup. Le premier à la suite de sa pression d’huile et le second en touchant le rail de sécurité après avoir été gêné par la poussière provoquée par l'abandon de Bell.
Le troisième de la course, le français François Cevert en profite pour prendre la tête et ne plus la lâcher jusqu'à la fin, remportant ainsi sa deuxième course de l’année après Hockenheim.

## Classement de la course
| Pos. | no | Pilote             | Écurie                   | Châssis               | Tours | Temps/Abandon     | Grille | Points |
| ---- | -- | ------------------ | ------------------------ | --------------------- | ----- | ----------------- | ------ | ------ |
| 1    | 37 | François Cevert    | Équipe Tecno Elf         | Tecno 71/2-Ford       | 10    | 1 h 20 min 19 s 2 | 2      | 9      |
| 2    | 18 | Emerson Fittipaldi | Team Bardhal             | Lotus 69C-Cosworth    | 10    | + 17 s 8          | 4      |        |
| 3    | 3  | Carlos Reutemann   | Automovil Club Argentina | Brabham BT30-Cosworth | 10    | + 22 s 9          | 5      | 6      |
| 4    | 15 | Peter Westbury     | FIRST                    | Brabham BT36-Cosworth | 10    | + 29 s 0          | 7      | 4      |
| 5    | 1  | Graham Hill        | Rondel Racing            | Brabham BT30-Cosworth | 10    | + 29 s 2          | 9      |        |
| 6    | 32 | Niki Lauda         | Bosch Racing Team        | March 712M-Cosworth   | 10    | + 49 s 6          | 8      | 3      |
| 7    | 19 | Wilson Fittipaldi  | Team Bardhal             | Lotus 69C-Cosworth    | 10    | + 1 min 24 s 5    | 15     | 2      |
| 8    | 36 | Helmut Marko       | Écurie Bonnier SA        | Lola T240-Cosworth    | 10    | + 1 min 35 s 5    | 11     | 1      |
| 9    | 34 | Gerry Birrell      | Ecurie Ecosse            | March 712M-Cosworth   | 10    | + 2 min 19 s 6    | 13     |        |
| 10   | 17 | Joseph Siffert     | Siffert Racing Team      | Chevron B18-Cosworth  | 10    | + 2 min 50 s 3    | 34     |        |

- Tous deux pilotes de notoriété, Emerson Fittipaldi et Graham Hill, respectivement second et cinquième de la course, ne peuvent marquer de points au championnat d'Europe de F2[2].

## Pole position et record du tour
- Pole position :  Derek Bell (March-Cosworth) en 7 min 59 s 7 (171,370 km/h).
- Meilleur tour en course :  Ronnie Peterson (March-Cosworth) en 7 min 57 s 1 (172,303 km/h).

## Tours en tête
- Derek Bell : 4 tours (1-4)
- François Cevert : 6 tours (5-10)